# Баничі
Ба́ничі — село в Україні, у Глухівській міській громаді Шосткинського району Сумської області. Розташоване на лівому березі річки Есмань за 22 км від центру громади міста Глухова на автомобільній дорозі Глухів — Суми Р44. Населення станом на 2001 рік становило 1324 особи. До 2020 орган місцевого самоврядування — Баницька сільська рада.
Після ліквідації Глухівського району 19 липня 2020 року село увійшло до Шосткинського району.

## Географія
Село Баничі знаходиться на лівому березі річки Есмань, вище за течією на відстані 1 км розташоване село Перемога, нижче за течією на відстані 1,5 км розташоване село Мацкове, на протилежному березі — село Вікторове. Поруч проходить автомобільна дорога Т 1908. До села веде залізнична гілка від міста Глухів, станція Баничі.

## Назва
Існують декілька версії походження назви села Баничі:
- В селі, на межі Росії і України, був пункт пропуску при переході якого проводили «санобробку» в банях. За народними переказами і легендами, звідси і походить назва «Баничі»[2].
- Старі люди кажуть, що пан проїжджаючи селом, звернув увагу на бані. Він запитав: «Бани чьи?». Цей жарт дійшов до нас та увінчався у назві.
- Топоніміка пояснює походження назви села від слова «баня», що означає невеликий кам'яний кар'єр, каменярню[2].
- Назву можна відтворити з литовської як Скотарське або Чабани (bandykštis «худоба», bandìšius «пастух, скотар»)[3]

## Історія
Баничі відомі з початку XVII століття, засновані на території Речі Посполитої. З 1649 року входило до Глухівської сотні Ніжинського полку Гетьманщини. 
1802 ввійшло до Холопківської волості Глухівського повіту Чернігівської губернії.
1859 козацькому та власницькому селі налічувалось 89 дворів, мешкало 683 особи (305 чоловічої статі та 378 — жіночої), була православна церква.
Станом на 1885 рік у колишньому державному та власницькому селі Холопківської волості Глухівського повіту Чернігівської губернії, мешкала 751 особа, налічувалось 111 дворових господарств, існувала православна церква, поштова станція, постоялий двір, постоялий будинок, 2 вітрові млини.
За переписом 1897 року кількість мешканців зросла до 893 осіб (425 чоловічої статі та 468 — жіночої), з яких 881 — православної віри.
З 1917 — у складі УНР, з квітня 1918 — у складі Української Держави Гетьмана Павла Скоропадського. З 1921 — стабільний окупаційний режим комуністів, якому чинили опір місцеві мешканці.
З 1926 відновлено роботу кар'єра, він почав функціонувати як промислове підприємство. З каменю, що добувався, у Глухові зробили дорогу від ринку до коноплезаводу, а також закладено фундамент водонапірної вежі.
З 1930 року функціонує залізнична гілка, через яку надходило обладнання для кар'єру: вузькоколійні рейки, шахтні вагонетки, матеріали для будівництва житла. Через зневагу до окупованого українського населення, комуністи зводили будинки барачного типу. 1932 вони вдалися до терору голодом. 
12 червня 2020 року, відповідно до розпорядження Кабінету Міністрів України № 723-р «Про визначення адміністративних центрів та затвердження територій територіальних громад Сумської області», село увійшло до складу Глухівської міської громади. 
19 липня 2020 року, в результаті адміністративно-територіальної реформи та ліквідації Глухівського району, село увійшло до складу новоутвореного Шосткинського району.

### Баницький кар'єр кварцитів

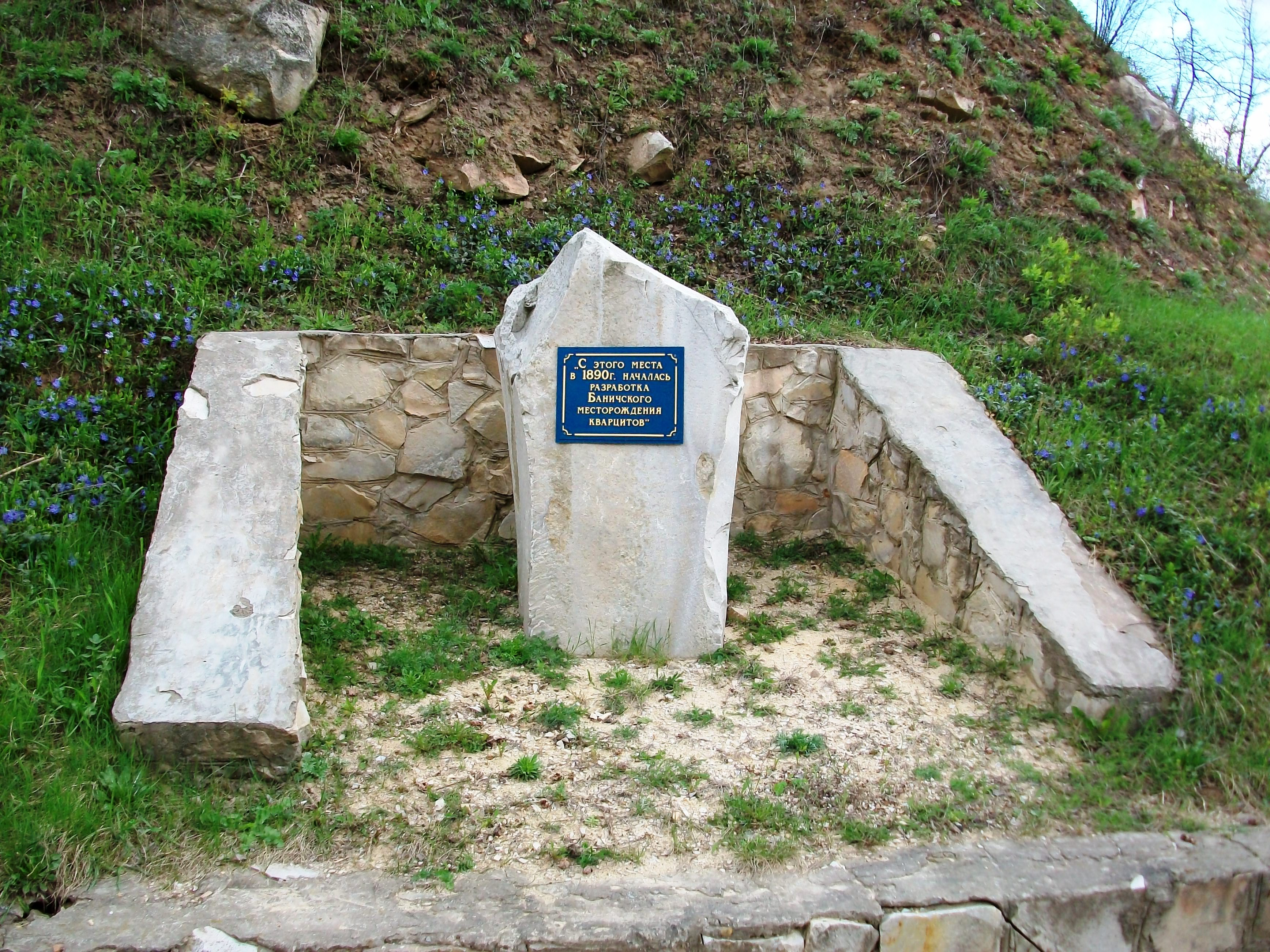
Початок розробки баницького кар'єру

У XIX столітті територія в північно-східній частині України між річками Есмань та Клевень була полем, що належало баничанину Свириду Старченку. З часом на цих просторах утворилася промоїна, з якої показався камінь. Господар у відчаї продав поле мацківцю Никодиму Гавриленку. Новий власник почав вибирати й продавати каміння жителям навколишніх сіл для будівництва, розробка родовища розпочалася у 1890 році. Згодом камінь почали вивозити до Глухова, Путивля, Шостки, що призвело до збільшення потужності кар'єру.

## Населення
За даними на 1973 рік у Баничах було 559 дворів, а населення становило 1485 осіб.
Згідно з переписом УРСР 1989 року чисельність наявного населення села становила 1466 осіб, з яких 650 чоловіків та 816 жінок.
За переписом населення України 2001 року в селі мешкали 1302 особи.
| 1859 | 1885 | 1897 | 1973  | 1980  | 2001  |
| ---- | ---- | ---- | ----- | ----- | ----- |
| 683  | 751  | 893  | 1 485 | 1 490 | 1 324 |
|      | ▲    | ▲    | ▲     | ▲     | ▼     |

### Мова
Розподіл населення за рідною мовою за даними перепису 2001 року:
| Мова       | Відсоток |
| ---------- | -------- |
| українська | 91,47 %  |
| російська  | 8,31 %   |
| інші       | 0,22 %   |

## Соціальна сфера

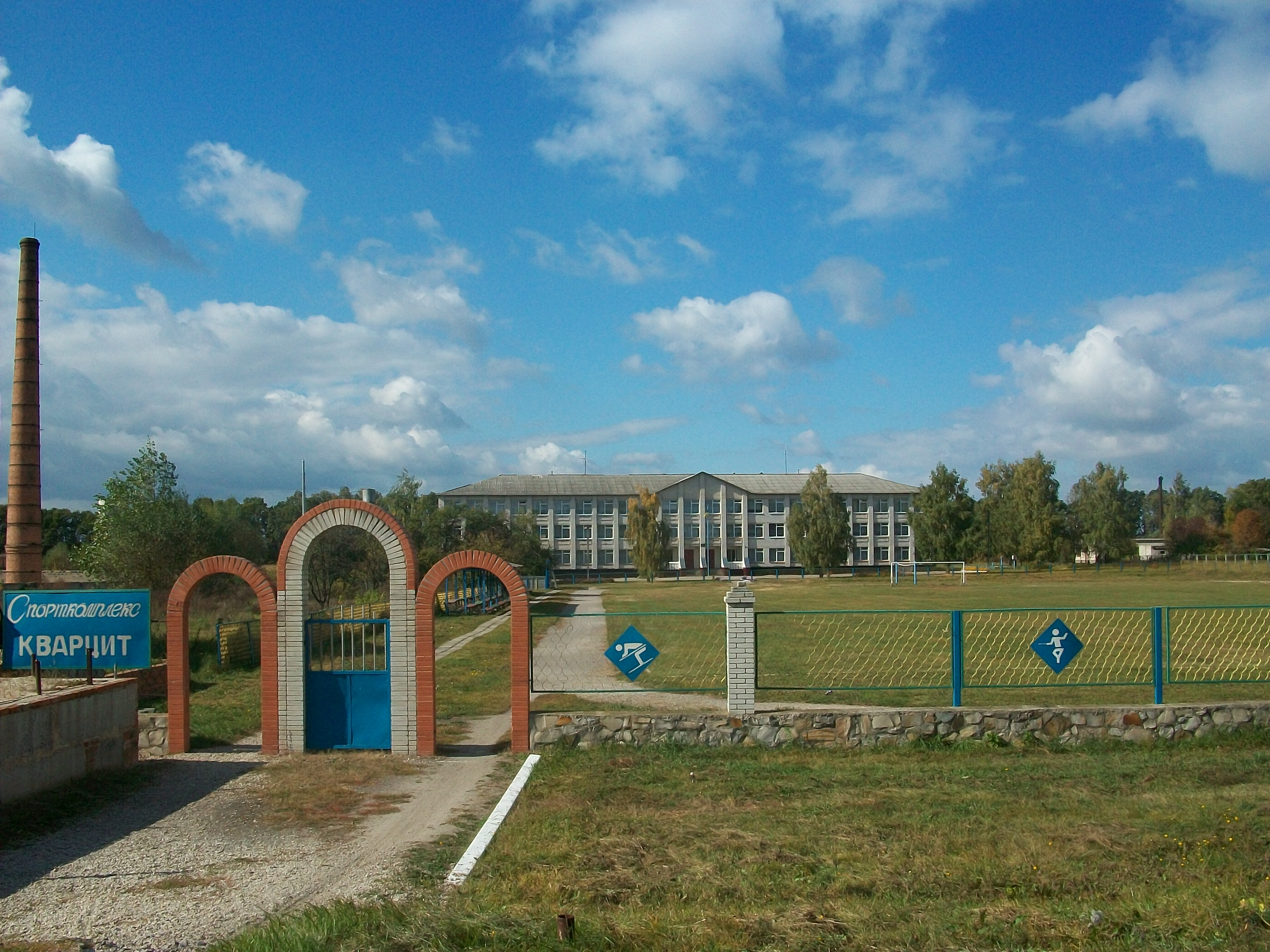
Школа та спорткомплекс «Кварцит»

У Баничах є середня школа зі спортивним комплексом «Кварцит», клуб з залом на 200 місць, відділення зв'язку.

## Пам'ятки
Біля села знайдено слов'янське поселення роменської культури VIII-IX століть. Поблизу села Будищі Баницької сільської ради в урочищі Аксьонов Бугор виявлені залишки староукраїнського городища.
В селі споруджено пам'ятник солдатам, знищених німецькими силами оборони. Також знак на могилі диверсантів НКВЛ СССР К. Б. Фомічука і Г. П. Маслова, незаконний пам'ятник російським інтервентам періоду Перших Визвольних Змагань.

## Відомі люди
В селі народились:
- Антипенко Микола Іванович (1964—1983) — радянський військовослужбовець, учасник афганської війни.
- Громак Василь Миколайович — український військовик, учасник російсько-української війни[13].
- Костюченко Євген Васильович — український військовик, учасник російсько-української війни[14].
- Петро Матющенко — відмінник СССР. Отримав сталінську нагороду 1946 посмертно.
- Микола Почивалін (1921—1988);— письменник;[2]